# Église Saint-Jacques-le-Majeur de Causapscal
Pour les articles homonymes, voir Église Saint-Jacques-le-Majeur.
L'église Saint-Jacques-le-Majeur de Causapscal est l'église de la paroisse éponyme de Causapscal au Bas-Saint-Laurent au Québec. Elle fut construite de 1910 à 1912. Elle est un exemple typique d'église de style néo-gothique et a conservé ses éléments d'origine.

## Description

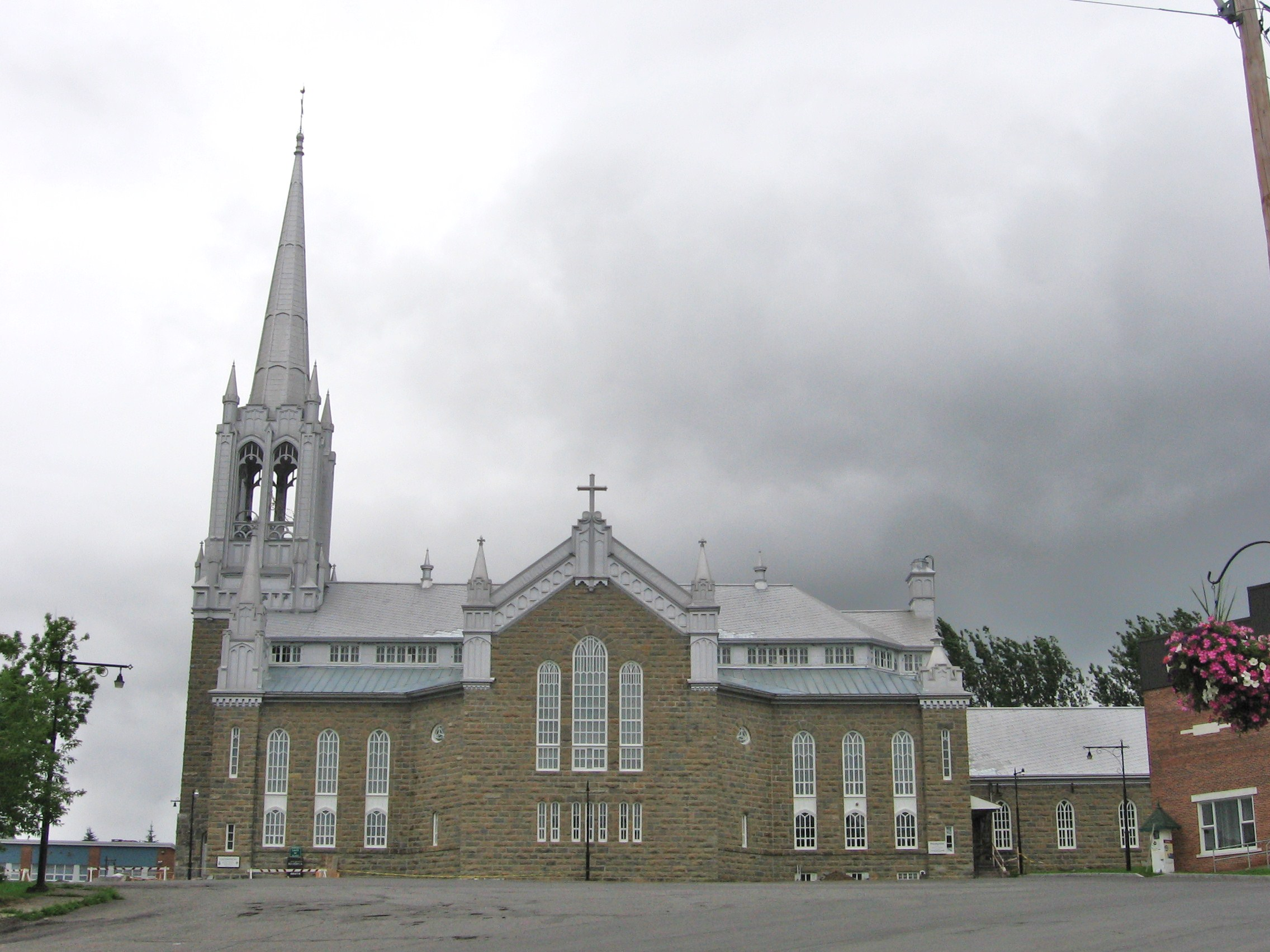
L'église

L'église Saint-Jacques-le-Majeur est située sur un plateau au sommet d'une colline au cœur de la ville de Causapscal et est un point de repère visible de loin,. Elle est de style néo-gothique et a été bâtie selon les plans des architectes Pierre Lévesque et David Ouellet. Elle comprend des ouvertures en arc d'ogive. L'intérieur de l'église comprend plusieurs boiseries,. Les murs extérieurs sont en pierre et la toiture est en tôle.
Le plateau sur lequel l'église est située comprend également le presbytère, l'hôtel de ville et quelques écoles.

## Histoire
L'église Saint-Jacques-le-Majeur fut construite de 1910 à 1912 par le constructeur Joseph Couture. Elle remplaça la deuxième chapelle de Causapscal qui fut alors transformée en salle paroissiale.